# Скелетон на Олімпійських іграх
Скелетон вперше з'явився на зимових Олімпійських іграх 1928 року в Санкт-Моріці. Потім, на двох наступних Олімпіадах 1932 і 1936 скелетон не був представлений. 1948 року знову в Санкт-Моріці скелетон повернувся, оскільки саме там була єдина траса для цього виду спорту. Після цього скелетон довго не з'являвся на Олімпійських іграх, і 2002 року в Солт-Лейк-Сіті скелетон знову був представлений на Олімпіаді, і відтоді був у програмі всіх наступних Ігор. Того ж таки 2002 року в програму введено жіночі змагання.

## Медалі
Оновлено після завершення зимових Олімпійських ігор 2022
| Місце               | Країна                           | Золото | Срібло | Бронза | Загалом |
| ------------------- | -------------------------------- | ------ | ------ | ------ | ------- |
| 1                   | Німеччина (GER)                  | 22     | 12     | 9      | 43      |
| 2                   | НДР (GDR)                        | 13     | 8      | 8      | 29      |
| 3                   | Італія (ITA)                     | 7      | 4      | 7      | 18      |
| 4                   | Австрія (AUT)                    | 6      | 10     | 9      | 25      |
| 5                   | Об'єднана німецька команда (EUA) | 2      | 2      | 1      | 5       |
| 6                   | ФРН (FRG)                        | 1      | 4      | 5      | 10      |
| 7                   | СРСР (URS)                       | 1      | 2      | 3      | 6       |
| 8                   | США (USA)                        | 0      | 3      | 3      | 6       |
| 9                   | Росія (RUS)                      | 0      | 3      | 0      | 3       |
| 10                  | Латвія (LAT)                     | 0      | 1      | 4      | 5       |
| 11                  | Канада (CAN)                     | 0      | 1      | 1      | 2       |
| 12                  | Олімпійський комітет Росії (ROC) | 0      | 0      | 1      | 1       |
| Загалом (12 збірні) | Загалом (12 збірні)              | 52     | 50     | 51     | 153     |